# Dyszel
Dyszel – belka (obecnie metalowa, dawniej – drewniana) służąca do połączenia przyczepy lub maszyny rolniczej z hakiem pociągowym ciągnika, w przeszłości zaś – z przednią osią wozu konnego, żniwiarki lub kosiarki konnej. 

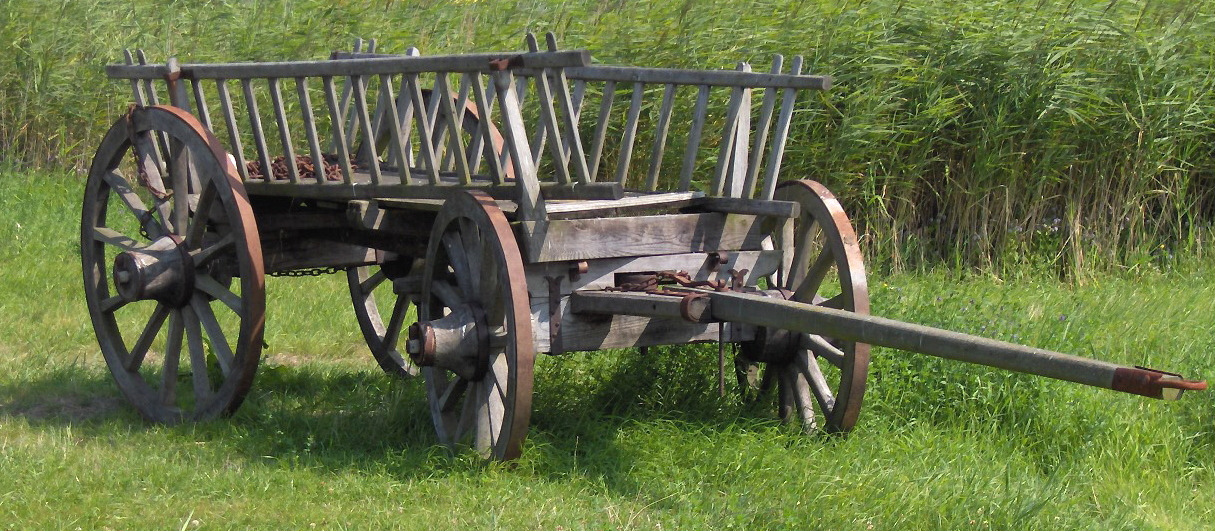
Wóz konny z dyszlem
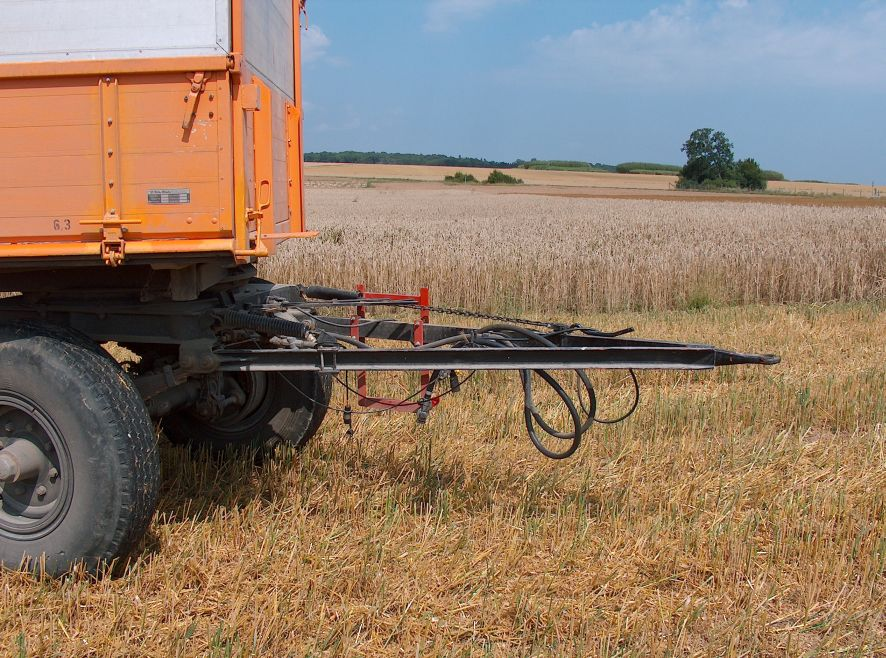
Przyczepa z dyszlem